# 早稲田 (弘前市)
早稲田（わせだ）は、平成に入ってから成立した青森県弘前市の地名。郵便番号は036-8087。

## 地理
- 境関川沿い南側に位置し、国道102号黒石バイパス沿い北側に位置する。隣接する田園と同様、平成に入ってから成立した、城東地区で比較的新しい町で、新興住宅地・住宅分譲地。
- 四丁目にある大型ホームセンター等は、城東タウンプラザと呼ばれ、その周辺部も、飲食店や、娯楽施設が多く建つ。
- 一丁目から四丁目まであり、北から南東にかけて福村、南は福田字巻屋、西は高田・田園に接する。

## 世帯数と人口
2017年（平成29年）6月1日現在の世帯数と人口は以下の通りである。
| 丁目         | 世帯数  | 人口    |
| ------------ | ------- | ------- |
| 早稲田一丁目 | 281世帯 | 700人   |
| 早稲田二丁目 | 271世帯 | 718人   |
| 早稲田三丁目 | 287世帯 | 667人   |
| 早稲田四丁目 | 157世帯 | 343人   |
| 計           | 996世帯 | 2,428人 |

## 施設

### 教育
- みのり第２保育園

### 医療
- 福村治療院
- いちろうクリニック
- 一歩デンタルクリニック
- 小杉デンタルクリニック
- いとう胃腸科内科クリニック
- むらなか小児科内科
- 婦人科さかもとともみクリニック
- にしかわ整形外科・手の外科クリニック

### 商業
- コナカ弘前店
- 洋服の青山弘前城東店
- ユニクロ弘前城東店
- 幸楽苑弘前城東店
- フォルクスワーゲン青森西
- 弐萬圓堂弘前城東店
- ファミリーマート弘前福村店
- 薬王堂弘前早稲田店
- ワークマン弘前城東店
- アズマカンパニー弘前支社
- カラオケ合衆国102号バイパス店
- ドコモショップ弘前早稲田店
- ドコモショップ弘前城東店
- 須藤石油店
- タイヤセレクト
- 青森スバル自動車(株)弘前城東店
- ネッツトヨタ青森
- (株)U-MAX弘前
- 青森ダイハツ

#### 城東タウンプラザ
- ヤマダ電機テックランド弘前店
- ホーマック弘前城東店
- ユニバース弘前城東店

### 農協
- 農事組合法人知新塾ライスセンター

### 行政
- 法務局弘前支局

## 小・中学校の学区
市立小・中学校に通う場合、学区は以下の通りとなる。
| 町丁         | 番・番地 | 小学校             | 中学校           |
| ------------ | -------- | ------------------ | ---------------- |
| 早稲田一丁目 | 全域     | 弘前市立福村小学校 | 弘前市立東中学校 |
| 早稲田二丁目 | 全域     | 弘前市立福村小学校 | 弘前市立東中学校 |
| 早稲田三丁目 | 全域     | 弘前市立福村小学校 | 弘前市立東中学校 |
| 早稲田四丁目 | 全域     | 弘前市立福村小学校 | 弘前市立東中学校 |

## 交通
- 弘南バス

北早稲田、城東タウンプラザ前、南早稲田（城東環状100円バス）停留所。